# Élections législatives de 1973 dans l'Essonne
Les élections législatives françaises de 1973 se déroulent les 4 et 11 mars 1973. Dans le département de l'Essonne, quatre députés sont à élire dans le cadre de quatre circonscriptions.

## Élus
| Circonscription | Député sortant                          | Parti | Parti | Député élu ou réélu | Parti | Parti |
| --------------- | --------------------------------------- | ----- | ----- | ------------------- | ----- | ----- |
| 1re             | Jean-Claude Fortuit                     |       | UDR   | Roger Combrisson    |       | PCF   |
| 2e              | Michel Boscher                          |       | UDR   | Michel Boscher      |       | UDR   |
| 3e              | Jacques Mercier                         |       | UDR   | Pierre Juquin       |       | PCF   |
| 4e              | Maurice Fraudeau suppléant de Léo Hamon |       | UDR   | Robert Vizet        |       | PCF   |

## Résultats

### Résultats à l'échelle du département
| Parti                 | Parti                                   | Premier tour | Premier tour | Second tour | Second tour | Sièges |
| Parti                 | Parti                                   | Voix         | %            | Voix        | %           | Sièges |
| --------------------- | --------------------------------------- | ------------ | ------------ | ----------- | ----------- | ------ |
|                       | Parti communiste français               | 111 366      | 31,43        | 179 343     | 51,57       | 3      |
|                       | Parti socialiste                        | 47 555       | 13,42        | Retrait     | Retrait     | 0      |
|                       | Parti socialiste unifié                 | 14 614       | 4,12         |             |             | 0      |
|                       | Mouvement des radicaux de gauche        | 1 859        | 0,52         | 0           |             |        |
|                       | Union de la gauche                      | 175 394      | 49,50        | 179 343     | 51,57       | 3      |
|                       |                                         |              |              |             |             |        |
|                       | Union des démocrates pour la République | 72 793       | 20,55        | 113 089     | 32,52       | 1      |
|                       | Centre démocratie et progrès            | 29 848       | 8,42         | 55 313      | 15,91       | 0      |
|                       | Divers droite                           | 4 878        | 1,38         |             |             | 0      |
|                       | Divers droite (gaulliste)               | 4 477        | 1,26         | 0           |             |        |
|                       | Union des républicains de progrès       | 111 996      | 31,60        | 168 402     | 48,43       | 1      |
|                       |                                         |              |              |             |             |        |
|                       | Mouvement réformateur                   | 55 347       | 15,62        | Retrait     | Retrait     | 0      |
|                       | Extrême gauche                          | 7 128        | 2,01         |             |             | 0      |
|                       | Gaullistes d'opposition                 | 2 655        | 0,75         | 0           |             |        |
|                       | Front national                          | 1 781        | 0,50         | 0           |             |        |
|                       |                                         |              |              |             |             |        |
| Inscrits              | Inscrits                                | 431 440      | 100,00       | 431 017     | 100,00      | 4      |
| Abstentions           | Abstentions                             | 69 977       | 16,22        | 67 402      | 15,64       |        |
| Votants               | Votants                                 | 361 463      | 83,78        | 363 615     | 84,36       |        |
| Blancs et nuls        | Blancs et nuls                          | 7 162        | 1,98         | 15 870      | 4,36        |        |
| Exprimés              | Exprimés                                | 354 301      | 98,02        | 347 745     | 95,64       |        |
| Source : Data.gouv.fr |                                         |              |              |             |             |        |

### Résultats par circonscription

#### Première circonscription (Corbeil-Essonnes)
| Candidat       | Candidat                    | Parti                     | Premier tour | Premier tour | Second tour | Second tour |  |
| Candidat       | Candidat                    | Parti                     | Voix         | %            | Voix        | %           |  |
| -------------- | --------------------------- | ------------------------- | ------------ | ------------ | ----------- | ----------- |  |
|                | Roger Combrisson élu        | PCF                       | 27 679       | 33,81        | 42 225      | 52,31       |  |
|                | Jean-Claude Fortuit sortant | UDR (URP)                 | 23 656       | 28,9         | 38 498      | 47,69       |  |
|                | Jacques-Edmond Grangé       | CD (MR)                   | 12 420       | 15,17        | Retrait     | Retrait     |  |
|                | Yves Durand                 | PS (UGSD)                 | 7 952        | 9,71         |             |             |  |
|                | Charles Coussinet           | PSU                       | 3 170        | 3,87         |             |             |  |
|                | Jean Rousson                | Divers droite (Gaulliste) | 2 367        | 2,89         |             |             |  |
|                | Fernand Saal                | MRG                       | 1 859        | 2,27         |             |             |  |
|                | Yves Thoraval               | LO                        | 1 700        | 2,08         |             |             |  |
|                | Guy Geoffroy                | FP                        | 643          | 0,79         |             |             |  |
|                | Jean Cumora                 | Divers droite             | 415          | 0,51         |             |             |  |
|                |                             |                           |              |              |             |             |  |
| Inscrits       | Inscrits                    | Inscrits                  | 100 391      | 100,00       | 100 264     | 100,00      |  |
| Abstentions    | Abstentions                 | Abstentions               | 17 011       | 16,94        | 16 122      | 16,08       |  |
| Votants        | Votants                     | Votants                   | 83 380       | 83,06        | 84 142      | 83,92       |  |
| Blancs et nuls | Blancs et nuls              | Blancs et nuls            | 1 519        | 1,82         | 3 419       | 4,06        |  |
| Exprimés       | Exprimés                    | Exprimés                  | 81 861       | 98,18        | 80 723      | 95,94       |  |

#### Deuxième circonscription (Étampes)
| Candidat       | Candidat                     | Parti          | Premier tour | Premier tour | Second tour | Second tour |  |
| Candidat       | Candidat                     | Parti          | Voix         | %            | Voix        | %           |  |
| -------------- | ---------------------------- | -------------- | ------------ | ------------ | ----------- | ----------- |  |
|                | Michel Boscher sortant réélu | UDR (URP)      | 28 809       | 32,16        | 44 225      | 50,29       |  |
|                | Serge Lefranc                | PCF            | 26 332       | 29,39        | 43 717      | 49,71       |  |
|                | Gabriel Barrière             | CD (MR)        | 15 704       | 17,53        | Retrait     | Retrait     |  |
|                | Jean Offredo                 | PS (UGSD)      | 12 649       | 14,12        | Retrait     | Retrait     |  |
|                | Jean-François Vallin         | PSU            | 3 146        | 3,51         |             |             |  |
|                | Monique Godde                | LO             | 2 516        | 2,81         |             |             |  |
|                | Youssouf Chotia              | FP             | 431          | 0,48         |             |             |  |
|                |                              |                |              |              |             |             |  |
| Inscrits       | Inscrits                     | Inscrits       | 108 336      | 100,00       | 108 227     | 100,00      |  |
| Abstentions    | Abstentions                  | Abstentions    | 16 926       | 15,62        | 15 922      | 14,71       |  |
| Votants        | Votants                      | Votants        | 91 410       | 84,38        | 92 305      | 85,29       |  |
| Blancs et nuls | Blancs et nuls               | Blancs et nuls | 1 823        | 1,99         | 4 363       | 4,73        |  |
| Exprimés       | Exprimés                     | Exprimés       | 89 587       | 98,01        | 87 942      | 95,27       |  |

#### Troisième circonscription (Longjumeau)
| Candidat       | Candidat           | Parti                     | Premier tour | Premier tour | Second tour | Second tour |  |
| Candidat       | Candidat           | Parti                     | Voix         | %            | Voix        | %           |  |
| -------------- | ------------------ | ------------------------- | ------------ | ------------ | ----------- | ----------- |  |
|                | Pierre Juquin élu  | PCF                       | 37 487       | 31,72        | 60 840      | 52,38       |  |
|                | René L'Helguen     | CDP (URP)                 | 29 848       | 25,25        | 55 313      | 47,62       |  |
|                | Jean Derôme        | PS (UGSD)                 | 17 306       | 14,64        | Retrait     | Retrait     |  |
|                | Robert Bordes      | MR                        | 17 005       | 14,39        | Retrait     | Retrait     |  |
|                | Michel Casier      | Divers droite             | 4 463        | 3,78         |             |             |  |
|                | René Cruse         | PSU                       | 4 311        | 3,65         |             |             |  |
|                | Alain Krivine      | LCR                       | 2 258        | 1,91         |             |             |  |
|                | Bernard Bertry     | Divers droite (Gaulliste) | 2 110        | 1,79         |             |             |  |
|                | Philippe Paulin    | FN                        | 1 781        | 1,51         |             |             |  |
|                | Bernard Félix      | FP                        | 965          | 0,82         |             |             |  |
|                | Jean-Jacques Marie | OCT                       | 654          | 0,55         |             |             |  |
|                |                    |                           |              |              |             |             |  |
| Inscrits       | Inscrits           | Inscrits                  | 145 833      | 100,00       | 145 669     | 100,00      |  |
| Abstentions    | Abstentions        | Abstentions               | 25 086       | 17,2         | 24 536      | 16,84       |  |
| Votants        | Votants            | Votants                   | 120 747      | 82,8         | 121 133     | 83,16       |  |
| Blancs et nuls | Blancs et nuls     | Blancs et nuls            | 2 559        | 2,12         | 4 980       | 4,11        |  |
| Exprimés       | Exprimés           | Exprimés                  | 118 188      | 97,88        | 116 153     | 95,89       |  |

#### Quatrième circonscription (Palaiseau)
| Candidat       | Candidat             | Parti          | Premier tour | Premier tour | Second tour | Second tour |  |
| Candidat       | Candidat             | Parti          | Voix         | %            | Voix        | %           |  |
| -------------- | -------------------- | -------------- | ------------ | ------------ | ----------- | ----------- |  |
|                | Léo Hamon sortant    | UDR (URP)      | 20 328       | 31,44        | 30 366      | 48,26       |  |
|                | Robert Vizet élu     | PCF            | 19 868       | 30,72        | 32 561      | 51,74       |  |
|                | Denis Huisman        | MR             | 10 218       | 15,8         | Retrait     | Retrait     |  |
|                | Paul Calandra        | PS (UGSD)      | 9 648        | 14,92        | Retrait     | Retrait     |  |
|                | Georges Sud          | PSU            | 3 987        | 6,17         |             |             |  |
|                | Jean-Louis Delecourt | FP             | 616          | 0,95         |             |             |  |
|                |                      |                |              |              |             |             |  |
| Inscrits       | Inscrits             | Inscrits       | 76 880       | 100,00       | 76 857      | 100,00      |  |
| Abstentions    | Abstentions          | Abstentions    | 10 954       | 14,25        | 10 822      | 14,08       |  |
| Votants        | Votants              | Votants        | 65 926       | 85,75        | 66 035      | 85,92       |  |
| Blancs et nuls | Blancs et nuls       | Blancs et nuls | 1 261        | 1,91         | 3 108       | 4,71        |  |
| Exprimés       | Exprimés             | Exprimés       | 64 665       | 98,09        | 62 927      | 95,29       |  |